# バーミリオン (映画)
『バーミリオン』（Vermilion）は、山内大輔監督の日本映画。2022年12月4日公開。

## 概要
2022年12月4日に「OP PICTURES+フェス2022」の一編としてテアトル新宿で公開。山内大輔監督が愛するホラー及びミステリージャンルにオマージュを捧げた意欲作。タイトルである“バーミリオン”は、朱よりも黄色味の強い鮮やかな色であり、作中でもバーミリオンが効果的に使われている。
漫画家の福井遥香は「百合×ホラー×ピンク映画の名作です!この真っ直ぐで狂った目つき達を皆さんに観てほしい」、映画ライターのヒロシニコフは「倒錯と猟奇の行き先は驚くまでに純然たる『愛』。不定形な獣欲の群れを一本の線にまとめ上げる筆致に誰もが驚愕するだろう」と論評している。
劇中の絵画はすべて朱美役の只埜が実際に描いており、クランクイン1か月前から制作に取り掛かっている。只埜は「自分の絵というより朱美の絵なので、どう描けばいいんだろう？って。朱美の恋心も考えながら、半狂乱になって描きました」と述べている。映画ライターの切通理作はこの絵画について「映画全体としても現職を鮮やかに際立たせた照明効果により、アートな装いで怪しい世界を作り出す」と演出要素としての特筆性を記述した。
公開初日には監督と役者陣による舞台挨拶が行われた。出演する只埜は、くくりとしてはピンク映画であり、ジャンルとしてはホラー映画ではあるものの、「とんでもなく純愛な映画」と本作を表現した。
2023年4月14日、成人映画館公開版が『欲情セレブ妻　いやらしい匂い』のタイトルで公開。70分に短縮編集されている。
前述の映画ライターの切通は「作品に不穏な雰囲気を持つ朱美のテレパス能力（自分に向けての性的欲望を読み取れる）。それがラストに機能し、不思議でミステリアスな物語をヒロイン2人の純愛ドラマに昇華させている」と論述している」。

## あらすじ
資産家の娘・綾乃は、計略結婚させられた夫と、肉体関係を持たない仮面夫婦生活を送っていた。なぜなら綾乃は学生時代に愛し合っていた朱美との情事が忘れられないのだ。綾乃の結婚以来疎遠になっていた二人だったが、朱美が父親の再婚相手として突然現れる。

## 登場人物
綾乃
演 ‐ 山岸逢花
神宮寺の娘。とちぎいちごテレビアナウンサーであったが、父の命令を受け結婚退職。
朱美
演 ‐ 只埜なつみ
綾乃とは大学の同窓生。美術学科でアクリル画を製作。一時は絵の描けるグラビアアイドル「白井朱美」となるが、世界になじめずホステスとなる。
尚代
演 ‐ 美園和花
綾乃家のお手伝い。
エミリ
演 ‐ 豊岡んみ
レディースバーで働く地雷系メイクの女性。体を噛んでもらうことに喜びを感じる。
雅之
演 ‐ 安藤ヒロキオ
綾乃の夫。
神宮寺
演 ‐ 小林節彦
綾乃の父。
高田
演 ‐ モリマサ
不動産会社の男。
レディース・バーの女
演 ‐ 加藤絵莉
レディース・バーの女
演 ‐ 杉浦檸檬
レディース・バーの女
演 ‐ 八ッ橋さい子
レディース・バーの女
演 ‐ 福山理子
レディース・バーの女
演 ‐ 須藤未悠

### ギャラリー

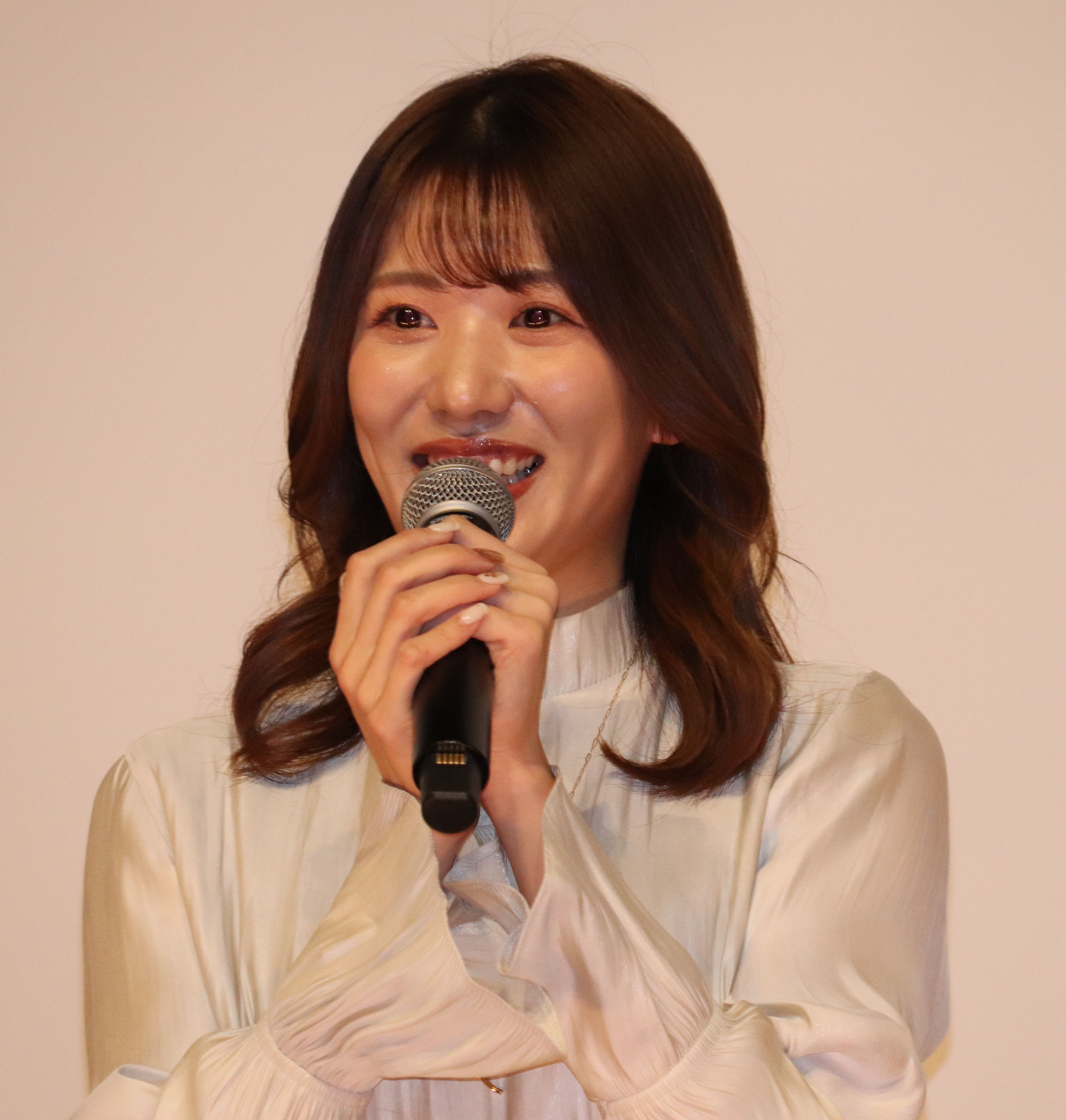
舞台挨拶中の山岸
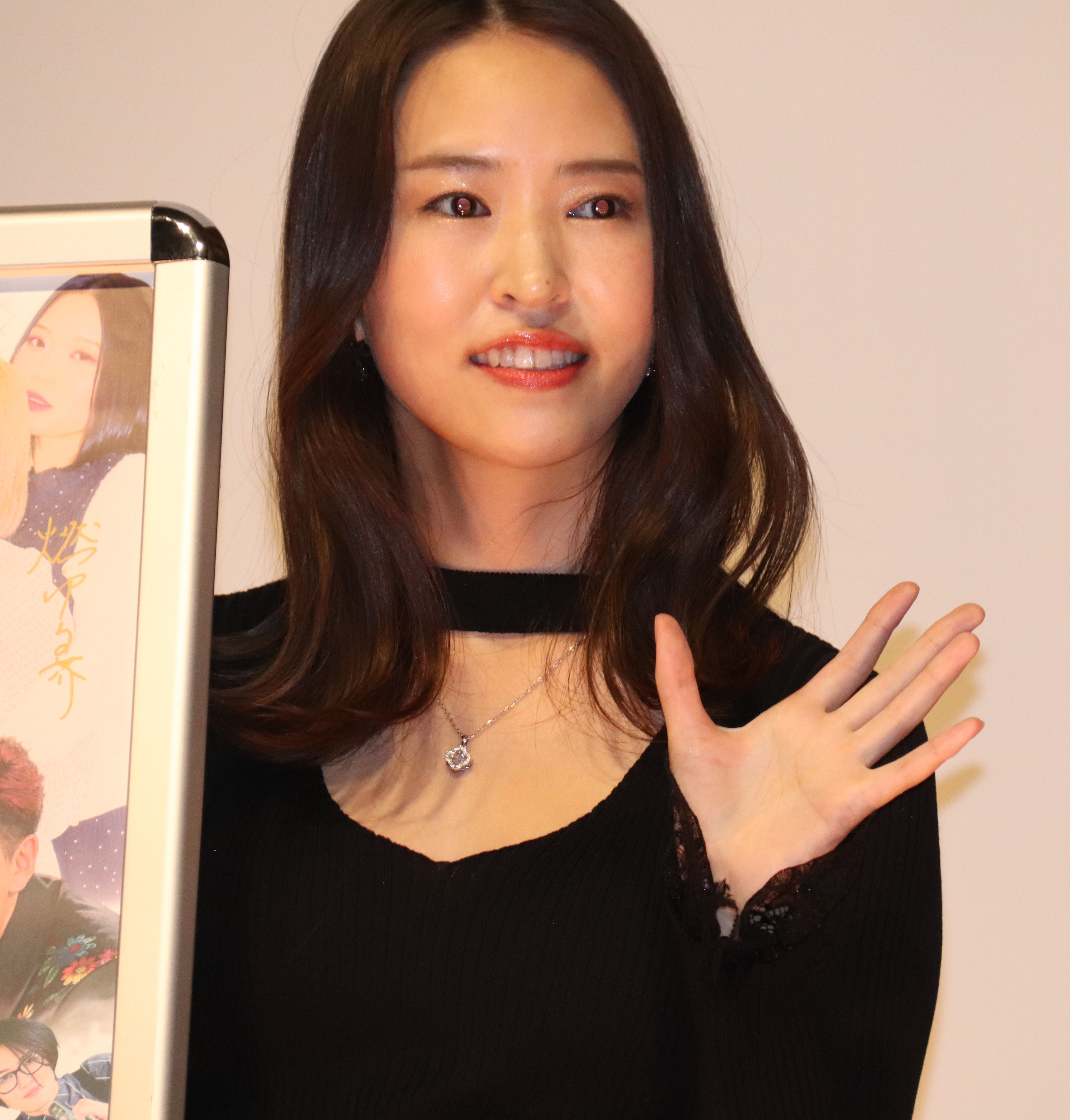
舞台挨拶中の只埜
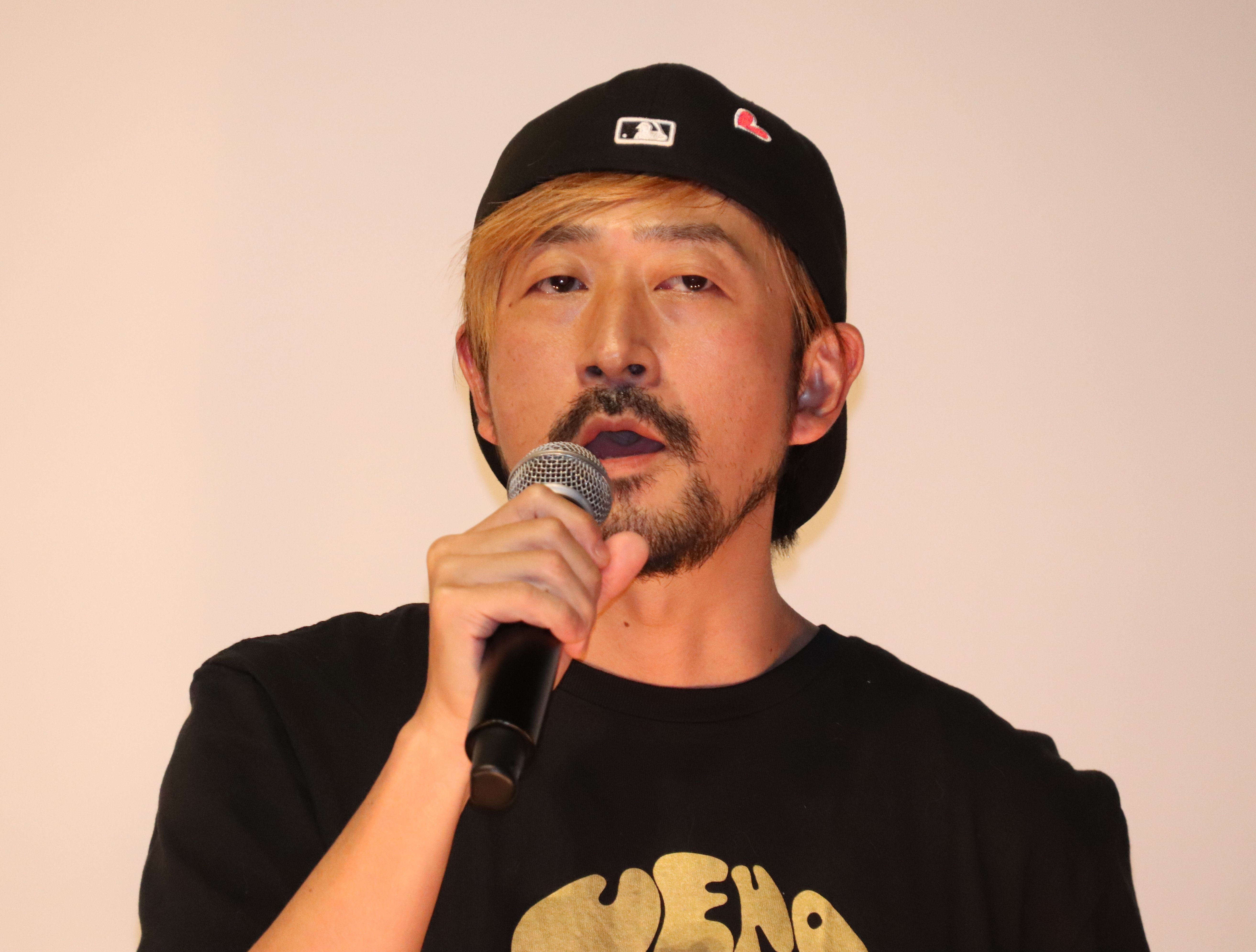
舞台挨拶中の安藤
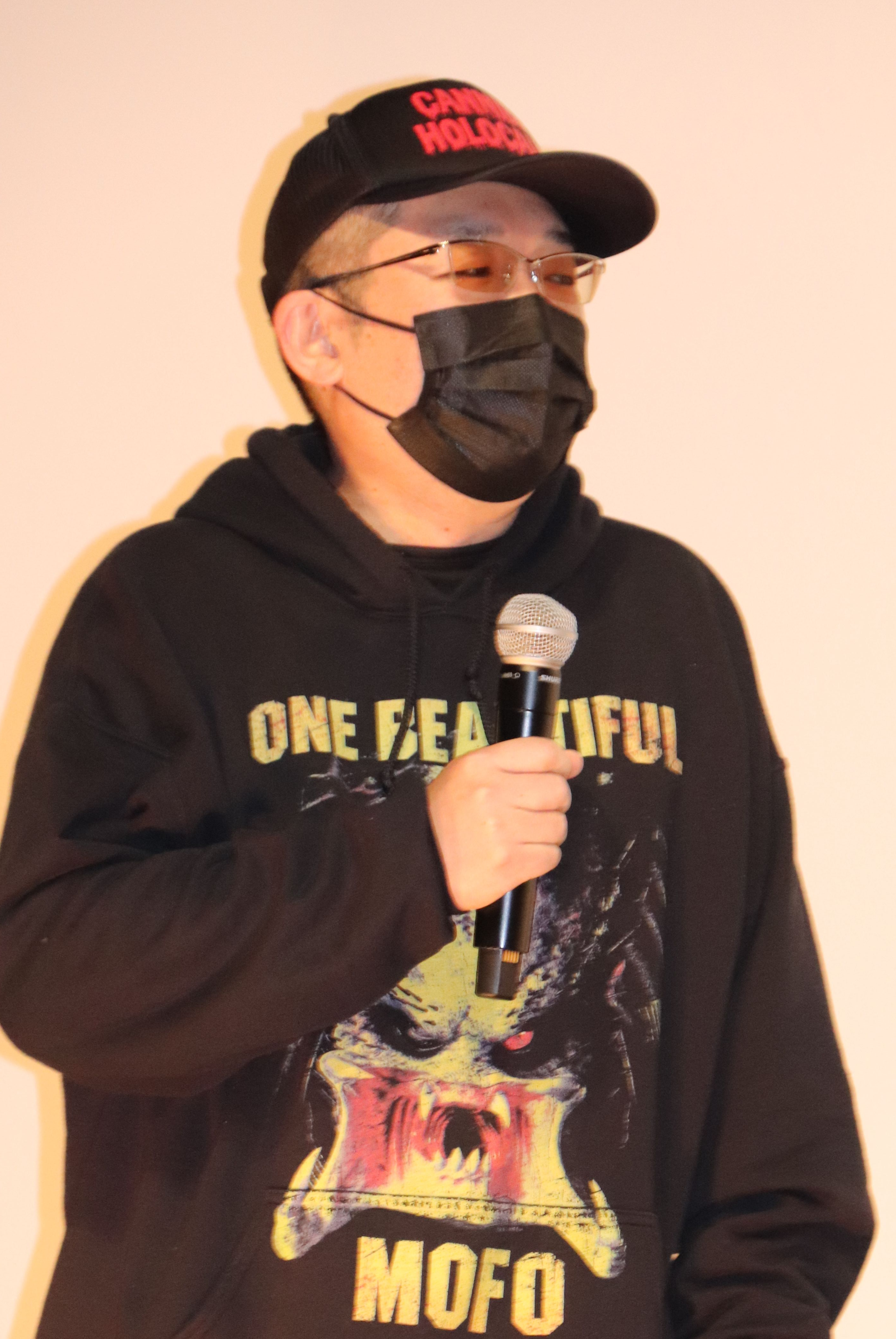
舞台挨拶中の山内

## スタッフ
- 監督、脚本、編集：山内大輔
- 撮影監督：中尾正人
- 録音：西岡正巳
- 効果：AKASAKA音効
- 特殊メイク＆造形：土肥良成
- 劇中画：只埜なつみ
- DTI：石川真吾
- 音楽：project T&K
- 助監督：江尻大 菊嶌稔章 小関裕次郎
- ラインプロデューサー：江尻大
- ポスター：加藤彰
- 撮影助手：榮穣 林遥南
- 提供・配給：オーピー映画